# Franz Moth

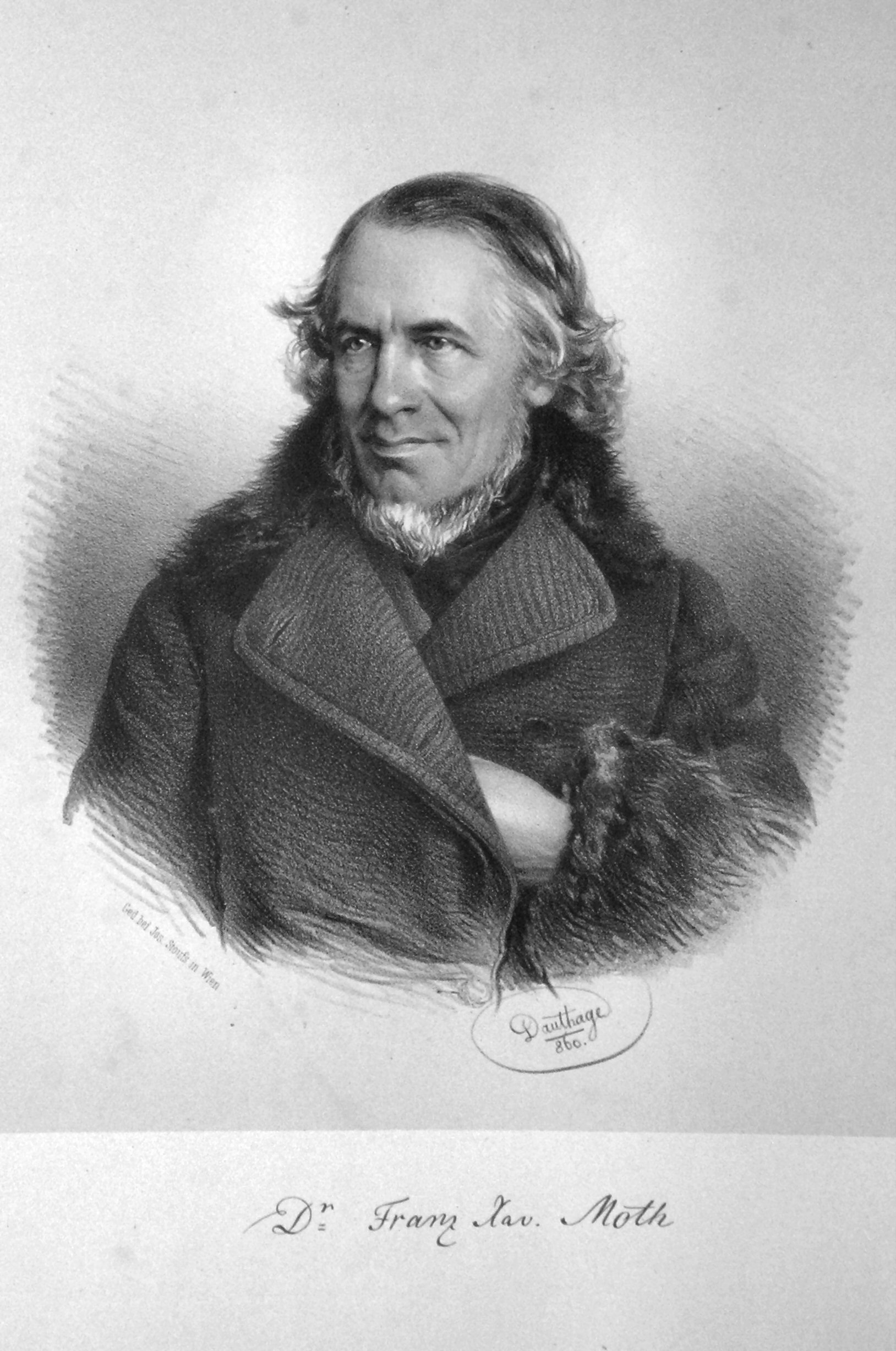
Porträt von 1860

Franz Xaver Moth (auch Franz X. Moth; * 3. Dezember 1802 in Luditz; † 7. Mai 1879 in Wien) war ein böhmischer Mathematiker und Hochschullehrer.

## Leben
Moth war Sohn eines Gastwirts und Gemeinderechners. Er erhielt bis 1814 die erste Ausbildung in seiner Heimatstadt. Anschließend absolvierte er das Kleinseitner Gymnasium in Prag. Von 1820 bis 1823 durchlief er die philosophischen Studien an der Universität Prag, zugleich absolvierte er schnell die mathematischen Fächer. Als Ende 1822 Franz Joseph Ritter von Gerstner seinen Lehrstuhl der höheren Mathematik aufgab, bewarb sich Moth um dessen Nachfolge. Der Student im dritten Studienjahr erhielt die Professur zwar nicht, allerdings überzeugte sein Vortrag und er erhielt 1824 an der Prager Universität die Stelle als Supplement dieser Professur der höheren Mathematik. Als 1826 der Lehrstuhl wieder besetzt war, bewarb sich Moth zunächst an der Universität Graz und anschließend am Polytechnischen Institut Wien, allerdings wurde er jeweils für zu jung für eine Professur befunden. Er heilt trotzdem an einer akademischen Laufbahn fest.
Moth folgte 1831 einem Ruf als Professor der Mathematik an die Salzburger Hochschule. 1835 wechselte er als solcher an die Hochschule in Linz. 1849 erfolgte schließlich der Ruf als Professor der Mathematik an die Universität Wien. An dieser lehrte er bis zu seiner Versetzung in den Ruhestand 1876. Am 26. Juni 1848 wurde er außerdem zum korrespondierenden Mitglied der mathematisch naturwissenschaftlichen Klasse der kaiserlichen Akademie der Wissenschaften zu Wien ernannt.
Moth wird teilweise mit einem Doktortitel geführt.

## Werke (Auswahl)
- Theorie der Differentialrechnung und ihre Anwendung zur Auflösung der Probleme der Rectification, Quadratur, Complanation und Cubirung, Prag 1827.
- Die Lagrange'schen Relationen und ihre Anwendung zur Ableitung aller Gleichungen der sphärischen Trigonometrie, Prag 1829.
- Entwicklung eines allgemeinen Gesetzes der Umkehrung der Funktionen, Haase, Prag 1829.
- Ueber die Anwendbarkeit der imaginären Zahlformen in der Geometrie, München 1840.
- Lehrbuch der Algebra. Für den Gymnasial-Unterricht, Eurich, Linz 1852.